# Cerkovo, Burgas
Cerkovo (în bulgară Черково) este un sat în comuna Karnobat, regiunea Burgas,  Bulgaria. 

## Demografie
Componența etnică a satului Cerkovo
     Bulgari (80,64%)
     Romi (8,06%)
     Turci (2,68%)
     Nicio identificare (8,6%)
La recensământul din 2011, populația satului Cerkovo era de 186 locuitori. Din punct de vedere etnic, majoritatea locuitorilor (80,64%) erau bulgari, existând și minorități de romi (8,06%) și turci (2,68%). Pentru 8,6% din locuitori nu este cunoscută apartenența etnică.